# Gornji Kamengrad
Gornji Kamengrad – wieś w Bośni i Hercegowinie, w Federacji Bośni i Hercegowiny, w kantonie uńsko-sańskim, w gminie Sanski Most. W 2013 roku liczyła 1311 mieszkańców, z czego większość stanowili Boszniacy.